# Tillandsia ventanaensis
Tillandsia ventanaensis är en gräsväxtart som beskrevs av Renate Ehlers och Koide. Tillandsia ventanaensis ingår i släktet Tillandsia och familjen Bromeliaceae. Inga underarter finns listade i Catalogue of Life.